# Fedele Lampertico

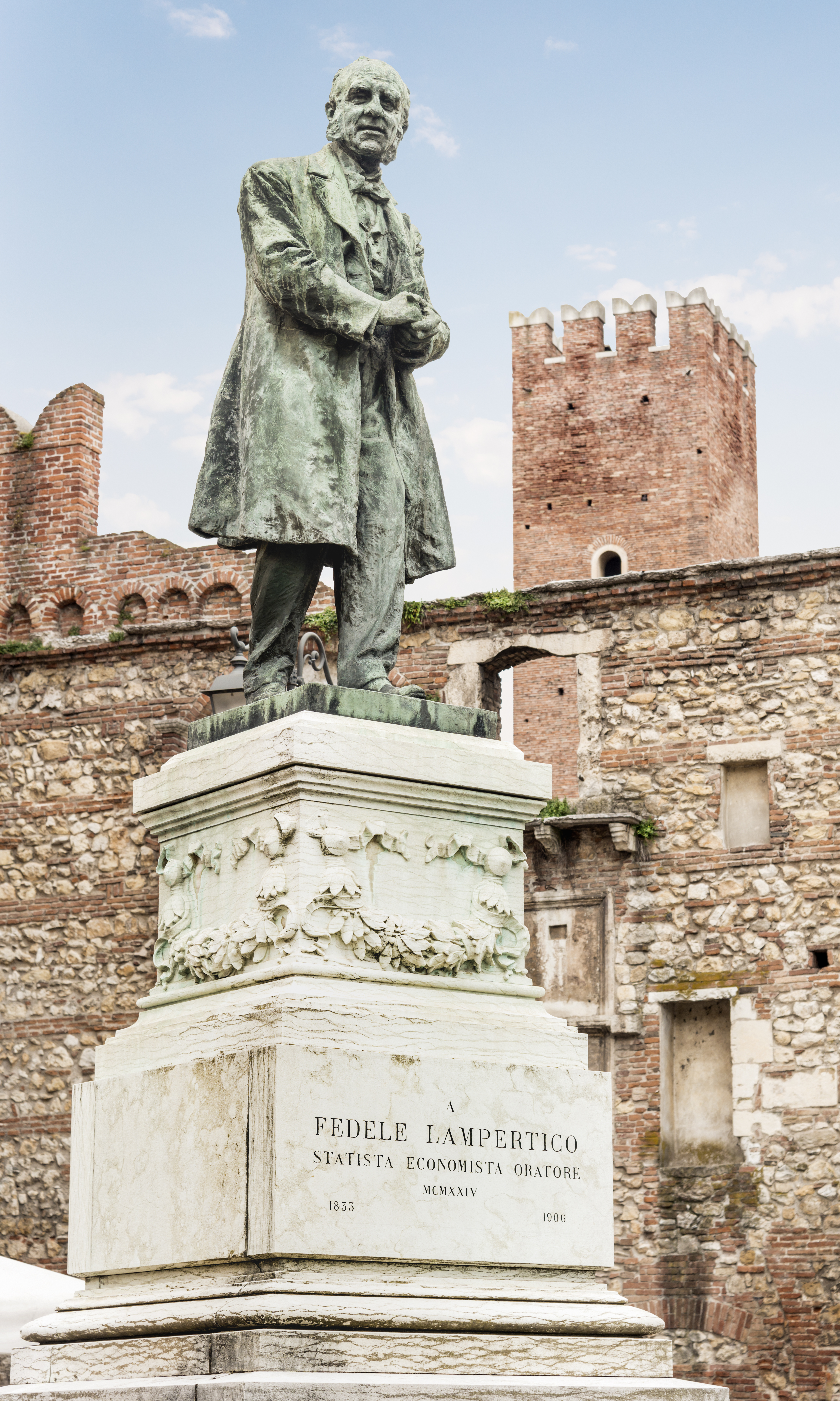
Fedele Lampertico Vicenza

Fedele Lampertico, född 13 juni 1833, död 6 april 1906, var en italiensk nationalekonom och politiker.
Lampertico betonade i sina arbeten, bland vilka märks Sulla statistica teorica (1871) och Economia dei popoli e degli stati (5 band, 1874-84). Han tillhörde deputeradekammaren 1866-70 och var senator från 1873. Som politiker bekämpade han agrarprotektionismen och arbetade för sociala reformer.